# 錫達本德鎮區 (明尼蘇達州羅索縣)
錫達本德鎮區（英語：Cedarbend Township）是位於美國明尼蘇達州羅索縣的一個行政鎮區。

## 地方資料
錫達本德鎮區的面積為93.21平方千米，皆為陸地。根據2020年美國人口普查的數據，當地共有人口157人，而人口密度為每平方千米1.68人。